# Baissea gracillima
Baissea gracillima är en oleanderväxtart som först beskrevs av Karl Moritz Schumann, och fick sitt nu gällande namn av Henri Hua. Baissea gracillima ingår i släktet Baissea och familjen oleanderväxter. Inga underarter finns listade i Catalogue of Life.